# Witvleugelstruikgors
De witvleugelstruikgors (Atlapetes leucopterus) is een zangvogel uit de familie Emberizidae (gorzen).

## Verspreiding en leefgebied
Deze soort telt 3 ondersoorten:
- A. l. leucopterus: westelijk Ecuador.
- A. l. dresseri: zuidwestelijk Ecuador en noordwestelijk Peru.
- A. l. paynteri: het noordelijke deel van Centraal-Peru.